# Agrianome loriae
Agrianome loriae är en skalbaggsart som beskrevs av Raffaello Gestro 1893. Agrianome loriae ingår i släktet Agrianome och familjen långhorningar. Inga underarter finns listade i Catalogue of Life.